# إبنزر سكروج
إبنزر سكروج (بالإنجليزية: Ebenezer Scrooge)‏ هو شخصية خيالية في قصة تشارلز ديكنز الشهيرة التي صدرت عام 1843م أنشودة عيد الميلاد. في بداية القصة، تُقدم شخصية سكروج كشخص قاسي القلب ومجرد المشاعر وبخيل وجشع وطماع، يبغض عيد الميلاد ويكره كل ما يمنح الناس السعادة. يصف ديكينز سكروج بأنه: «شخصية باردة لامبالية يتميز بملامح تدل على كبر سنه، أنفه طويل مُدبب وعيناه حمراء وشفتاه زرقاء رفيعة، وعندما يتحدث تكاد تشعر بالدهاء ينبع من صوته المزعج الأجش...» ويأتي اسمه الأخير في اللغة الإنجليزية ليكون نموذجًا ومثالًا يجسد البخل وبغض البشر، حيث جسد سكروج هذه السمات بأسلوب المبالغة الذي اشتهر به ديكينز. كما أضحت قصة خلاصه بمساعدة أشباح عيد الميلاد الثلاث (شبح عيد الميلاد الماضي، وشبح عيد الميلاد الحاضر، وشبح عيد الميلاد المستقبل)، قصة من القصص التي تُظهر ماهية روح عطلة عيد الميلاد. أصبحت جملته الشهيرة، «باه، هامباغ!» تُستخدم كثيرًا للتعبير عن عدم الرضا والاشمئزاز في العديد من تقاليد عيد الميلاد الحديثة.

## الأصول
في مذكراته، يذكر تشارلز أنه قد استوحى اسم سكروج من ضريح قد رآه أثناء تجوله مساءً في مدفن كنونغت كيركيارد في أدنبرة. يرجع هذا الضريح إلى قبر تاجر الخمر إبنزر ليننوكس سكروجي؛ وهو قريب آدم سميث، الذي فاز بعقد خدمات الضيافة أثناء زيارة الملك جورج الخامس الأولى لأدنبرة وكان أيضًا مسئولًا عن إمداد البحرية الملكية البريطانية بالويسكي. كُتب على الضريح «رجل الوجبة» (meal man) كوصف لسكروج، لكن أخطأ تشارلز في قراءتها حيث قرأها «الرجل اللئيم» (mean man)، وذلك لقلة الضوء ومعاناته من عسر القراءة الطفيف. كما كتب في مذكراته أيضًا من المؤكد أن هذا العبء الثقيل قد «أتعب» روح سكروج لحمله «مثل هذا الشيء المُرَوّع معه إلى العالم الآخر». وقد تم هدم الضريح أثناء القيام بأعمال بناء في جزء من مقبرة كيركيارد عام 1932م.
وُضعت عدة نظريات أخرى تقترح أيضًا كيف حصل تشارلز على الإلهام لكتابة هذه الشخصية.
- تقترح مدرسة من المدارس الفكرية آنذاك أن أساس آراء سكروج عن الفقراء يأتي نتيجة تأثر تشارلز الواضح بآراء الباحث في علم السكان وعلم الاقتصاد السياسي توماس مالتوس.
- تقترح نظرية أخرى أن شخصية سكروج هي في الأصل مستمدة ومستوحاة من الشخصية الثانوية غابرييل غرّب، الذي ظهر في قصة مذكرات بيكويك، مع إعطائها سمات أكثر نضجًا وتعقيدًا (استوحى تشارلز اسم هذه الشخصية من الهولندي البخيل سيئ السمعة غابرييل دي غراف.)

قد يكون *جيمي وود احتمالًا آخر؛ وهو مالك بنك جلوستر القديم ويُقال إنه ربما يكون أول مليونير بريطاني، وكان معروف بشحه الشديد على الصعيد الوطني.
- الرجل الذي ذكره ديكينز في رسائله[3]، والذي يشبه بشدة الشخصية التي صورها رسام ديكينز جون ليتش، هو البريطاني غريب الأطوار والبخيل المشهور جون إيلويز (1714م-1789م).

## وصلات خارجية
- إبنزر سكروج على موقع الموسوعة البريطانية (الإنجليزية)
- إبنزر سكروج على موقع ميوزك برينز (الإنجليزية)